# Hyadaphis polonica
Hyadaphis polonica är en insektsart. Hyadaphis polonica ingår i släktet Hyadaphis och familjen långrörsbladlöss. Inga underarter finns listade i Catalogue of Life.